# Istituto Nazionale di Ricerca Metrologica
Das Istituto Nazionale di Ricerca Metrologica (INRiM) (deutsch Nationales Institut für metrologische Forschung) ist eine 2006 gegründete außeruniversitäre Forschungseinrichtung und das nationale Metrologie-Institut Italiens mit Sitz in Turin. Es wird vom Ministerium für Universitäten und Forschung beaufsichtigt.

## Aufgaben
Das INRiM ist in Italien oberste metrologische Instanz für die sieben SI-Basiseinheiten des Internationalen Einheitensystems: Sekunde, Meter, Kilogramm, Ampere, Kelvin, Mol und Candela sowie deren Derivate. Insgesamt werden in den Bereichen Mechanik, Thermodynamik, Zeit und Frequenz, Elektrizität, Photometrie und Akustik über 400 Dienstleistungsarten angeboten. Das INRiM ist auch beratend tätig. Darüber hinaus betreibt das INRIM Grundlagenforschung und angewandte Forschung in verschiedenen Fachgebieten, darunter Materialwissenschaft, Nanowissenschaften, Quantenoptik und Messtechnik. Es organisiert Tagungen, Kongresse und Ausstellungen und trägt zur Ausbildung angehender Wissenschaftler bei.
Für den Bereich der Ionenstrahlung gibt es in Italien ein spezialisiertes metrologisches Institut der Forschungsorganisation ENEA, das Istituto nazionale di metrologia delle radiazioni ionizzanti (INMRI-ENEA) in Casaccia bei Rom.

## Organisation
Leitungsorgane des INRiM sind der Präsident, der Verwaltungsrat, der Generaldirektor, der wissenschaftliche Beirat, der wissenschaftliche Direktor mit der wissenschaftlichen Leitung und ein Rechnungsprüfungsorgan. Der Präsident ist der rechtliche Vertreter des INRiM, vertritt es nach außen, plant und beaufsichtigt dessen Tätigkeit. Er wird vom Minister für Universitäten und Forschung unter ausgewiesenen Fachleuten für maximal zwei Amtszeiten zu je vier Jahren ernannt. Der Verwaltungsrat besteht aus drei Personen: dem genannten INRiM-Präsidenten und zwei weiteren ausgewiesenen Fachleuten, von denen einer vom Minister ernannt und einer von den INRiM-Wissenschaftlern gewählt wird. Auch in diesem Fall beträgt die Amtszeit maximal acht Jahre.
Der Generaldirektor ist für den Haushalt und die Verwaltung verantwortlich und sorgt für die Umsetzung der Beschlüsse des Präsidenten und des Verwaltungsrates. Der Generaldirektor wird unter ausgewiesenen Verwaltungsfachleuten nach öffentlicher Ausschreibung vom Präsidenten ernannt. Das privatrechtliche Arbeitsverhältnis kann alle fünf Jahre erneuert werden. Die Generaldirektion besteht aus einer technischen und aus zwei Verwaltungsabteilungen.
Der wissenschaftliche Beirat besteht aus dem INRiM-Präsidenten und sieben weiteren Fachleuten, die auf Vorschlag verschiedener Organe vom Verwaltungsrat für wiederum maximal acht Jahre ernannt werden. Vorschlagsrecht haben: das Ministerium für Universitäten und Forschung, das Wirtschaftsministerium, das Verteidigungsministerium und die Regionalregierung Piemonts. Ein Mitglied ernennt das Internationale Büro für Maß und Gewicht und zwei Mitglieder werden von den INRiM-Wissenschaftlern intern gewählt.
Der wissenschaftliche Direktor koordiniert die wissenschaftliche Tätigkeit der INRiM-Abteilungen. Er wird nach öffentlicher Ausschreibung vom Präsidenten ernannt, für maximal zwei Amtszeiten zu je fünf Jahren. Ihm unterstehen drei metrologische Fachabteilungen (Stand 2021).

## Geschichte
Die Vorgeschichte des 2006 in Turin gegründeten italienischen Metrologie-Instituts lässt sich auf die Industrialisierung Piemonts im 19. Jahrhundert und auf die internationale Meterkonvention von 1875 zurückführen. Der Wissenschaftler Galileo Ferraris regte bereits 1882 die Gründung eines Instituts für elektrisches Messwesen an, es sollte jedoch noch bis 1934 dauern, ehe es dem Wissenschaftler und Admiral Giancarlo Vallauri gelang, in Turin das staatliche Istituto Elettrotecnico Nazionale (IEN) zu gründen, das nach Ferraris benannt wurde und im Lauf der Zeit metrologische Aufgaben in verschiedenen Bereichen übernahm.
In den 1950er Jahren schlug der damalige Präsident des Nationalen Forschungsrates CNR, Gustavo Colonnetti, vor, zur Ergänzung des IEN und zur Unterstützung der Industrie ein metrologisches Institut zu gründen. Im Jahr 1956 entstand unter der Regie Colonnettis das Istituto Dinamometrico und 1957 das Istituto Termometrico. Diese beiden CNR-Institute legte man 1968 in Turin mit anderen Laboratorien zum Istituto di Metrologia zusammen und benannte es nach Colonnetti.
Das Istituto Elettrotecnico Nazionale “Galileo Ferraris” und das Istituto di Metrologia “Gustavo Colonnetti” wurden im Jahr 2006 zum Istituto Nazionale di Ricerca Metrologica fusioniert.